# Монтале (Титано)

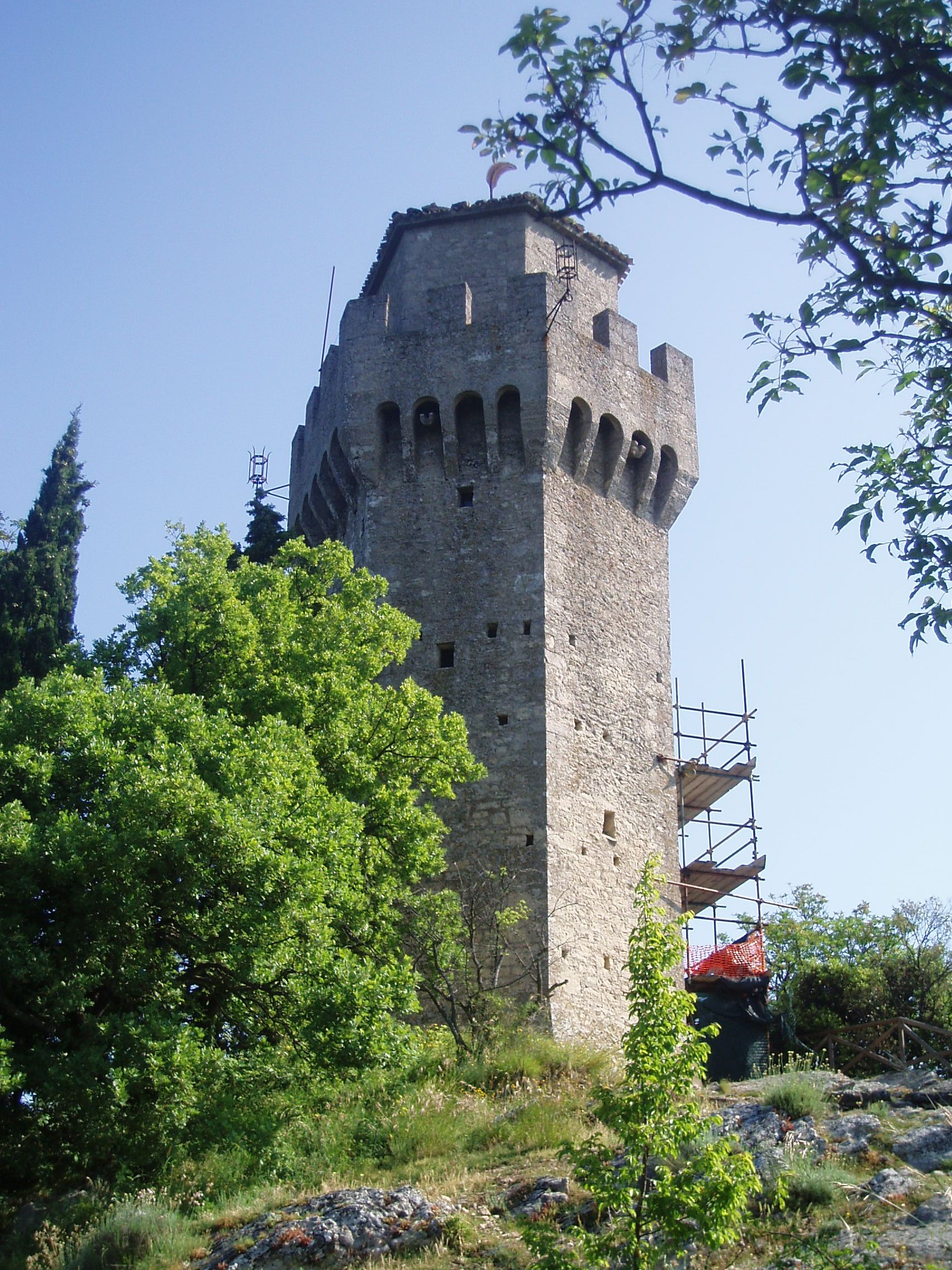
Башня Монтале

Монтале или Терца-Торре (итал. Montale, Terza Torre) — одна из трёх башен Сан-Марино.
В переводе с итальянского обозначает Третья башня. Небольшая по объёму, имеет пятиугольную форму. До постройки в 1320 году стены не имела сообщения с остальными двумя башнями. До 1479 года служила сигнальной башней для защиты от нападений войска Малатеста, находившегося в соседнем замке Фьорентино. После присоединения замка к Сан-Марино башня утратила свою роль. В 1743, 1817 и 1935 годах она реставрировалась.
В отличие от других башен, доступ посетителей в Монтале ограничен.
Башня изображена на монете Сан-Марино в 1 евроцент.